# Rihanna/Konzerte und Tourneen

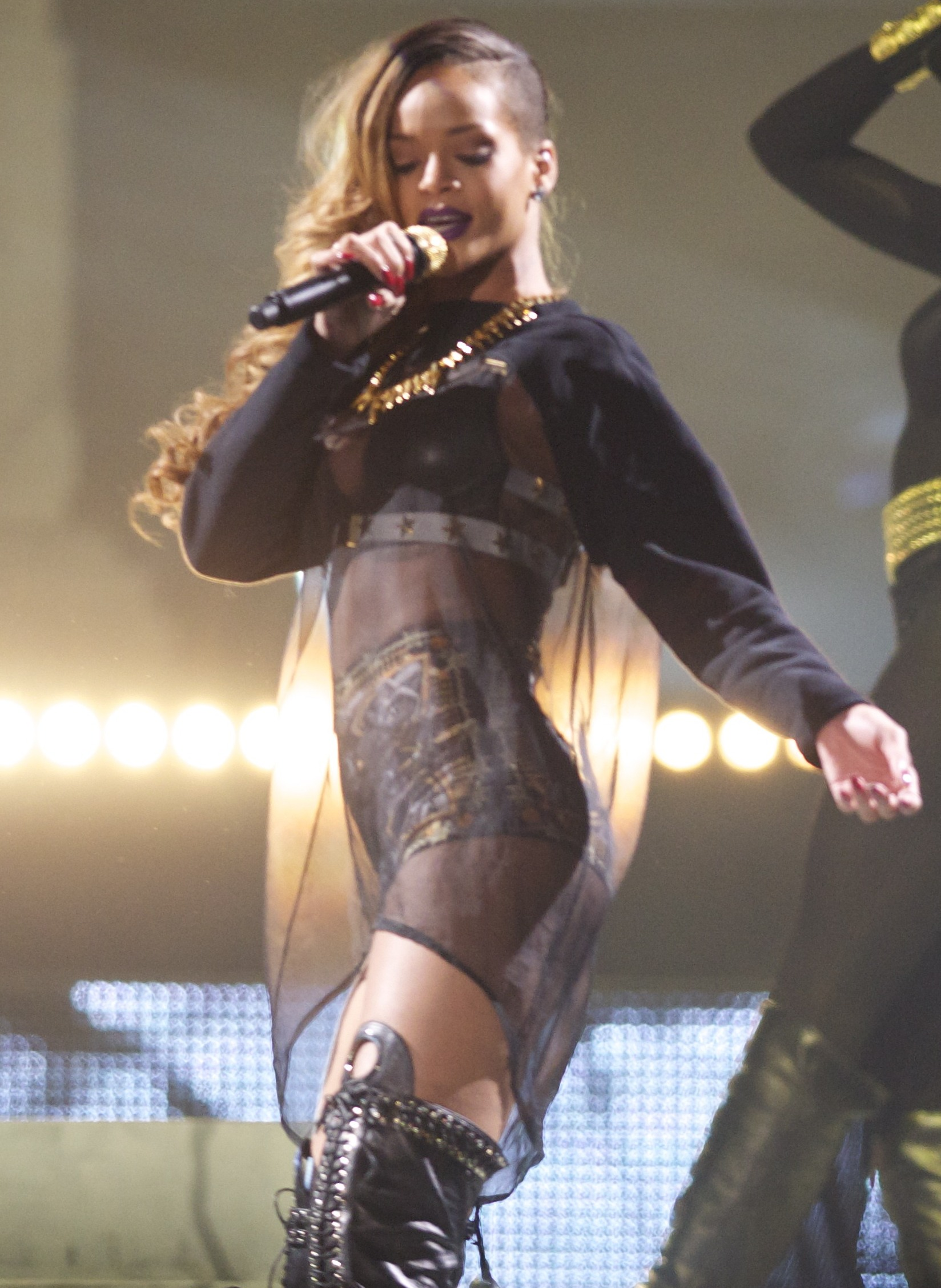
Rihanna bei der Diamonds World Tour (2013)

Diese Seite ist eine Liste der Tourneen der aus Barbados stammenden R&B-Sängerin Rihanna. Rihannas erste Tour bestand aus neun Konzerten in den Vereinigten Staaten. Die Rihanna’s Secret Bodyspray Tour diente zur Promotion ihres Albums Music of the Sun. Danach fand die Harajuku Lovers Tour in Nordamerika zusammen mit Gwen Stefani statt. Rihannas erste größere Solotournee war die Rihanna: Live in Concert Tour im Jahr 2006 in Nordamerika, wo sie insgesamt 36 Konzerte gab. Außerdem war sie 2006 zusammen mit den Pussycat Dolls auf der PCD World Tour, die aus 22 Auftritten bestand, in Europa und mit Jay-Z und Ne-Yo auf der Rock the Block Tour, die aus drei Auftritten bestand, in Australien unterwegs. Im nächsten Jahr startete ihre erste Welttournee, die Good Girl Gone Bad Tour, bei der sie insgesamt 79 Konzerte gab. Die Tour dauerte bis Januar 2009. Außerdem gab sie 2007 auch die A Girl’s Night Out Tour, die aus drei Konzerten in den Vereinigten Staaten bestand. Diese war für Zuschauer kostenlos und war als Benefizkonzertreihe angelegt, um die „Believe Foundation“, die von Rihanna unterstützt wird, zu bewerben. 2008 startete sie zusammen mit Kanye West die Glow in the Dark Tour. Sie bestand aus 61 Konzerten weltweit. Rihanna unterbrach für diese Tour ihre Good Girl Gone Bad Tour, die sie erst nach der Tour mit Kanye West fortführte. 2010 startete Rihannas zweite Welttournee. Die Last Girl on Earth Tour startete in Europa und wurde in den Vereinigten Staaten und Kanada fortgeführt. Anfang 2011 wurde sie in Australien fortgeführt. Sie bestand aus insgesamt 71 Konzerten. Im Sommer 2011 startete Rihannas Loud Tour in Nordamerika und wurde anschließend in Südamerika und Europa fortgesetzt. Sie bestand aus 99 Konzerten.

## Tourneen

### Konzerttourneen
| Jahr | Titel                         | Präsentationsalbum | Zeitraum                                              | Anzahl der Auftritte |
| --- | ----------------------------- | ------------------ | ----------------------------------------------------- | -------------------- |
| 2006 | Rihanna: Live in Concert Tour | A Girl Like Me     | 30. Juni 2006 – 29. September 2006 (Nordamerika)      | 36                   |
| Diese Tour begann am 30. Juni 2006 in San Francisco, Vereinigte Staaten. Die Tour wurde 2006 mit der „PCD World Tour“ gemeinsam mit den Pussycat Dolls in Europa fortgesetzt. Die Setlist enthielt hauptsächlich Songs von dem Album A Girl Like Me, aber auch Songs von ihrem Debütalbum Music of the Sun. Das letzte Lied eines jeden Konzerts war der Song SOS, der bis dahin Rihannas erfolgreichste Single und erster Nummer-eins-Hit war. |                               |                    |                                                       |                      |
| 2007–2009 | Good Girl Gone Bad Tour       | Good Girl Gone Bad | 15. September 2007 – 24. Januar 2009 (Weltweit)       | 79                   |
| Die Tour begann in Vancouver in Kanada. Es fanden Auftritte in Nordamerika, Europa, Asien, Afrika und Ozeanien. Es wurde für das gleichnamige Album Good Girl Gone Bad geworben. Am 17. Juni 2008 wurde Rihannas erste Live-DVD veröffentlicht. Sie enthält das Konzert vom 6. Dezember 2007 in Manchester, Vereinigtes Königreich. |                               |                    |                                                       |                      |
| 2010–2011 | Last Girl on Earth Tour       | Rated R            | 16. April 2010 – 12. März 2011 (Weltweit)             | 71                   |
| Die Tour startete in Antwerpen in Belgien. Sie ging von Europa bis in die Vereinigten Staaten. Im Februar und März 2011 wurde sie in Australien fortgesetzt. Die Tour war Promotion für Rihannas viertes Studioalbum Rated R. Bei dieser Tour trat Rihannas zum ersten Mal in Griechenland, Spanien und Israel auf. |                               |                    |                                                       |                      |
| 2011 | Loud Tour                     | Loud               | 4. Juni 2011 – 22. Dezember 2011 (Weltweit)           | 99                   |
| Die Tour startete am 4. Juni in Baltimore in den Vereinigten Staaten, bevor sie in Brasilien und Europa fortgesetzt wurde. Sie präsentiert Rihannas fünftes Studioalbum Loud. Die vier Konzerte in Brasilien waren die ersten, die Rihanna in Südamerika gab. Außerdem besuchte sie zum ersten Mal ihr Heimatland Barbados für ein Konzert. |                               |                    |                                                       |                      |
| 2013 | Diamonds World Tour           | Unapologetic       | 8. März 2013 – 6. Oktober 2013 (Weltweit)             | 75                   |
| Die Tour zur Promotion des siebten Studioalbums Unapologetic begann am 8. März in Buffalo, USA und führte Rihanna nach Nordamerika, Afrika, Europa und Ozeanien. |                               |                    |                                                       |                      |
| 2016 | Anti World Tour               | ANTI               | 12. März 2016 – 18. August 2016 (Nordamerika, Europa) | 67                   |
| Die Tour zur Promotion des achten Studioalbums ANTI beginnt am 12. März 2016 in Jacksonville, USA und führt Rihanna nach Nordamerika und Europa. |                               |                    |                                                       |                      |

### Promotiontourneen
| Jahr | Titel                            | Promotionalbum     | Zeitraum                                                        | Anzahl der Auftritte |
| --- | -------------------------------- | ------------------ | --------------------------------------------------------------- | -------------------- |
| 2005 | Rihanna’s Secret Body Spray Tour | Music of the Sun   | 26. Oktober 2005 – 7. Dezember 2005 (Vereinigte Staaten)        | 9                    |
| Die neuntägige Tour – Rihannas erste Tournee – war eine Kampagne, um die neue Kollektion von Secret Body Spray zu verkaufen. Sie fand in verschiedenen Einkaufszentren in den größeren Städten der USA statt. Rihanna hat sechs Songs aus ihrem Debütalbum Music of the Sun gespielt.        |                                  |                    |                                                                 |                      |
| 2008 | A Girl’s Night Out Tour          | Good Girl Gone Bad | 26. März 2008 – 9. April 2008 (Vereinigte Staaten)              | 3                    |
| Die Tour war eine Reihe von Benefizkonzerten, die der „Believe Foundation“ zugutekamen. Die Konzerte waren kostenlos für die Öffentlichkeit. Geld von Sponsoren und Inserenten wurde gespendet, um medizinische Versorgung, Schulmaterial und Spielsachen für Kinder in Not bereitzustellen. |                                  |                    |                                                                 |                      |
| 2012 | 2012 Festival Tour               | Talk That Talk     | 24. Juni 2012 – 6. Oktober 2012 (Asien, Europa und Nordamerika) | 8                    |
| Fand im Sommer 2012 statt. |                                  |                    |                                                                 |                      |
| 2012 | 777 Tour                         | Unapologetic       | 14. November 2012 – 20. November 2012 (Europa und Nordamerika)  | 7                    |
| Fand in 7 Länder, in 7 Tagen und auf 7 Shows statt. |                                  |                    |                                                                 |                      |

### Als Gastmusikerin
| Jahr | Titel                 | Headliner      | Zeitraum                                           | Anzahl der Auftritte |
| --- | --------------------- | -------------- | -------------------------------------------------- | -------------------- |
| 2005 | Harajuku Lovers Tour  | Gwen Stefani   | 15. Oktober 2005 – 21. Dezember 2005 (Nordamerika) | 42                   |
| Die Tour begann am 15. Oktober 2005 in Las Vegas in den Vereinigten Staaten. Mit Gwen Stefani als Headliner warb Rihanna parallel zu den Arbeiten am zweiten Album für ihr erstes Album, Music of the Sun, im Vorprogramm der Tour. |                       |                |                                                    |                      |
| 2006–2007 | PCD World Tour        | Pussycat Dolls | 12. November 2006 – 6. Februar 2007 (Europa)       | 22                   |
| Diese Tour im Vorprogramm der Pussycat Dolls war die Fortsetzung der Rihanna: Live in Concert Tour. Sie begann in München in Deutschland. Die Tour beinhaltete die Songs von ihrem zweiten Album A Girl Like Me. |                       |                |                                                    |                      |
| 2006 | Rock the Block Tour   | Jay-Z          | 25. Oktober 2006 – 28. Oktober 2006 (Australien)   | 3                    |
| Headliner dieser Tour war Jay-Z. Rihanna war zusammen mit Ne-Yo als Gastmusikerin in Australien aufgetreten. Sie sang Lieder aus ihrem Album A Girl Like Me. Der erste Auftritt fand in Sydney statt. |                       |                |                                                    |                      |
| 2008 | Glow in the Dark Tour | Kanye West     | 16. April 2008 – 7. August 2008 (Nordamerika)      | 34                   |
| Die Tour war eine Welttournee von Kanye West, Rihanna, Lupe Fiasco, N.E.R.D und Nas. Sie begann am 16. April 2008 in Seattle. Es fanden Konzerte auf der ganzen Welt statt, Rihanna war aber nur bei der Nordamerika-Tour dabei. Die Tour hatte einige Überraschungsgäste, darunter Gnarls Barkley und Jay-Z. Chris Brown erschien auch bei einigen Konzerten und sang einen Remix von dem Song Umbrella mit Rihanna. Auch als Tänzer für N.E.R.D, für die neuseeländische und australische Etappe der Tour besuchte er die Tour. Rihanna sang die Songs ihres Albums Good Girl Gone Bad. |                       |                |                                                    |                      |

## Einzelauftritte zu wohltätigen Zwecken
| Jahr | Show                                                                                      | Genre    | Titel                                                               |
| ---- | ----------------------------------------------------------------------------------------- | -------- | ------------------------------------------------------------------- |
| 2008 | "Stand Up To Cancer"                                                                      | Telethon | Just Stand Up                                                       |
| 2010 | "The Oprah Winfrey Show" für "Hope for Haiti Now: A Global Benefit for Earthquake Relief" | Telethon | Redemption Song (Coverversion von Bob Marley)                       |
| 2010 | "Hope for Haiti Now: A Global Benefit for Earthquake Relief"                              | Telethon | Stranded (Haiti Mon Amour) (Jay-Z feat. Bono, The Edge und Rihanna) |